# Термез
Терме́з (на узбекски: Termiz/Термиз от на персийски: ترمذ [Tarmiδ] > др.–иран. *tara-maiθa- ‘място на преход’) е град в югоизточен Узбекистан близо до границата с Афганистан. Градът е наименован от гърци дошли с Александър Велики. Термез от гръцки означава „горещо място“. Това е най-горещата точка на Узбекистан.
Градът е административен център на Сурхандаринска област.